# Écury-le-Repos
Écury-le-Repos ist eine französische Gemeinde mit 62 Einwohnern (Stand 1. Januar 2022) im Département Marne in der Region Grand Est. Sie gehört zum Kanton Vertus-Plaine Champenoise und zum Arrondissement Épernay. 

## Lage
Sie ist umgeben von folgenden Nachbargemeinden:
|                | Pierre-Morains                              | Clamanges        |
| Val-des-Marais | Kompassrose, die auf Nachbargemeinden zeigt |                  |
| Bannes         |                                             | Fère-Champenoise |

## Bevölkerungsentwicklung

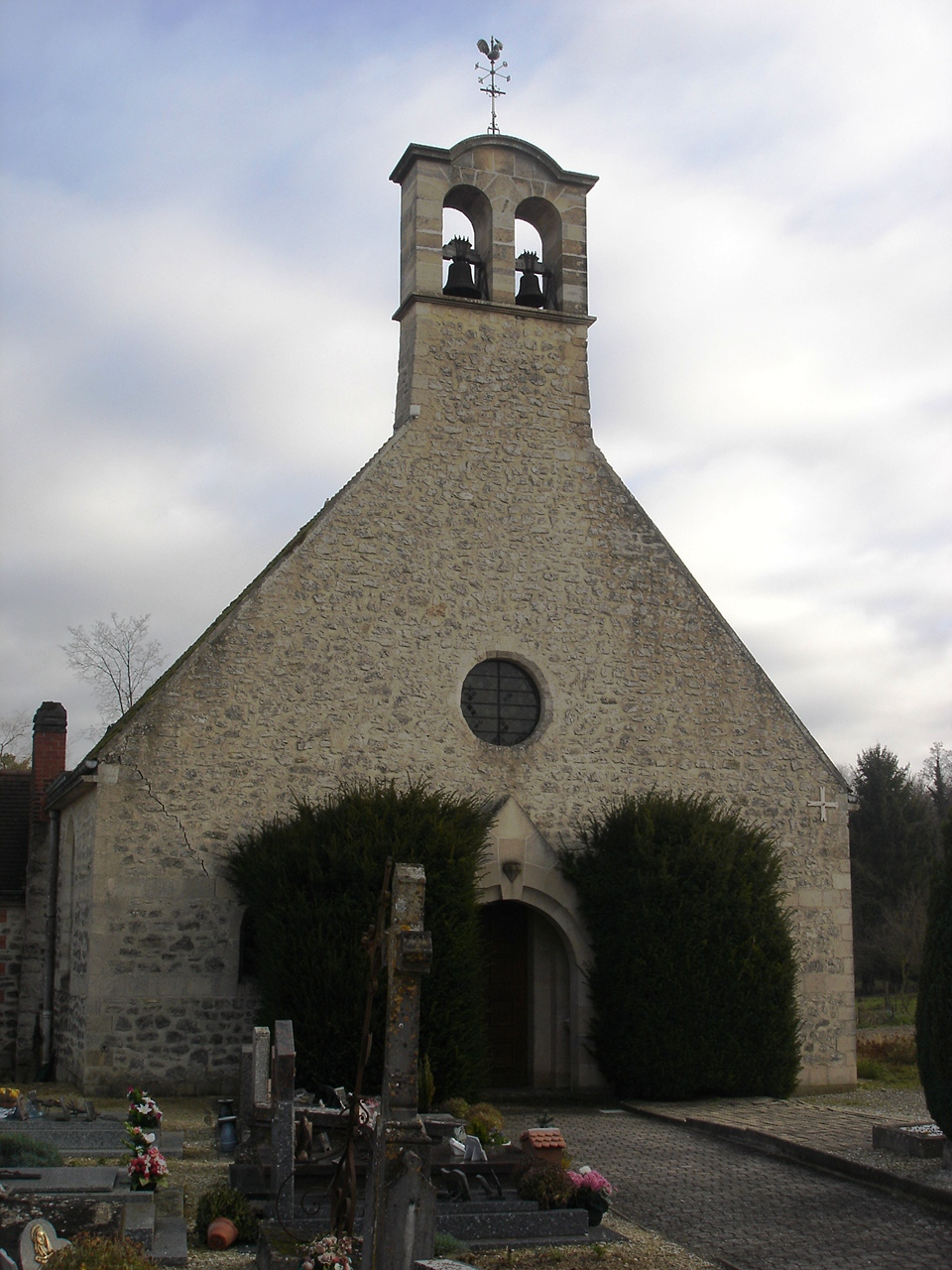
Kirche Saint-Étienne

| Jahr                       | 1962 | 1968 | 1975 | 1982 | 1990 | 1999 | 2008 | 2018 |
| -------------------------- | ---- | ---- | ---- | ---- | ---- | ---- | ---- | ---- |
| Einwohner                  | 121  | 103  | 98   | 81   | 78   | 81   | 63   | 56   |
| Quellen: Cassini und INSEE |      |      |      |      |      |      |      |      |